# Hugo von Trimberg
Hugo von Trimberg var en tysk författare, som 1260–1309 var rektor vid stiftsskolan i Theuerstadt utanför Bamberg.
Hugo von Trimberg skrev bland annat den på sin tid mycket populära lärodikten Der Renner, en i strängt religiös anda hållen beskrivning av dödssynderna. Dikten utgavs av Gustav Ehrismann 1908–1911.